# Pecluma pilosa
Pecluma pilosa là một loài thực vật có mạch trong họ Polypodiaceae. Loài này được (A.M. Evans) M. Kessler & A.R. Sm. mô tả khoa học đầu tiên năm 2005.